# Carmen Velacoracho de Lara
Carmen Velacoracho de Lara (La Solana, década de 1880 - Madrid, 1960) fue una escritora, periodista, editora, feminista, activista por los derechos de las mujeres y monarquista hispano-cubana. Fue coautora de El libro amarillo, un manifiesto pro-feminista publicado en Cuba a principios del siglo XX, y que redactó junto a su marido, el hacendado Pío Fernández de Lara Zalda.

## Trayectoria
Fundó junto a Digna Collazo el Partido Feminista en 1918, así como la organización de mujeres denominada Aspiraciones en Cuba a principios del siglo XX. Por otro lado, fue directora de varias publicaciones femeninas, entre ellas el semanario Aspiraciones —del que sería su fundadora en 1912— y las revistas Realidades, La voz de la mujer y la Revista Protectora de la Mujer; además, fue redactora jefe de Mujeres Españolas, revista fundada en 1929.
Durante la década de 1920 llegó a vivir un tiempo en los Estados Unidos.
Adicionalmente, en 1928 estrenó en La Habana la película El descubrimiento de América, cinta por la que recibió un premio en el primer Congreso español de Cinematografía de Madrid el mismo año.
En 1931 se unió junto a su hija a Acción Nacional y en 1932 fundó en España la publicación Aspiraciones (con el mismo nombre que la publicada en Cuba), que dirigió junto a su hija. Permaneció un tiempo en la cárcel, al haberse solidarizado con los golpistas de la Sanjurjada. Activa propagandista antisemita durante la Segunda República, publicaría también durante el primer franquismo diatribas antisemitas y antiestadounidenses, llegando a afirmar que los judíos controlaban Estados Unidos; sin embargo la línea conspirativa simultáneamente antijudía y antiestadounidense no tuvo un predicamento excesivo en el grueso de las huestes falangistas.
Durante la misma Segunda Guerra Mundial su acendrado antisemitismo la hizo acercarse al nacionalsocialismo alemán; publicista filonazi, publicó dos biografías de Adolf Hitler, en las que le categorizaría como adalid del cristianismo.
Falleció en Madrid en 1960.

## Obras
- Dos hombres: Mussolini y Hitler (Madrid, Editora Aspiraciones, 1943).
- Un caudillo (Madrid: Imprenta Europa, 1943).